# Dolores (Copán)
Pour les articles homonymes, voir Dolores.
Dolores est une municipalité du Honduras, située dans le département de Copán.
Fondée le 11 avril 1919, la municipalité de Dolores comprend 10 villages et 32 hameaux.

## Crédit d'auteurs
- (en) Cet article est partiellement ou en totalité issu de l’article de Wikipédia en anglais intitulé « Dolores, Copán » (voir la liste des auteurs).